# Курнет-Мурай
Курнет-Мурай (араб. قرنة مرعي‎ , DMG Qurnat Muraʿī) — фиванский некрополь на западном берегу Нила, к югу от некрополя Шейх Абд эль-Курна, от которого он отделён ущельем. Некрополь вырос на самом южном холме фиванского города мёртвых. Название Курнет-Мурай произошло от имени местного мусульманского святого Сиди Мураи, чья гробница находится на вершине холма.

## История

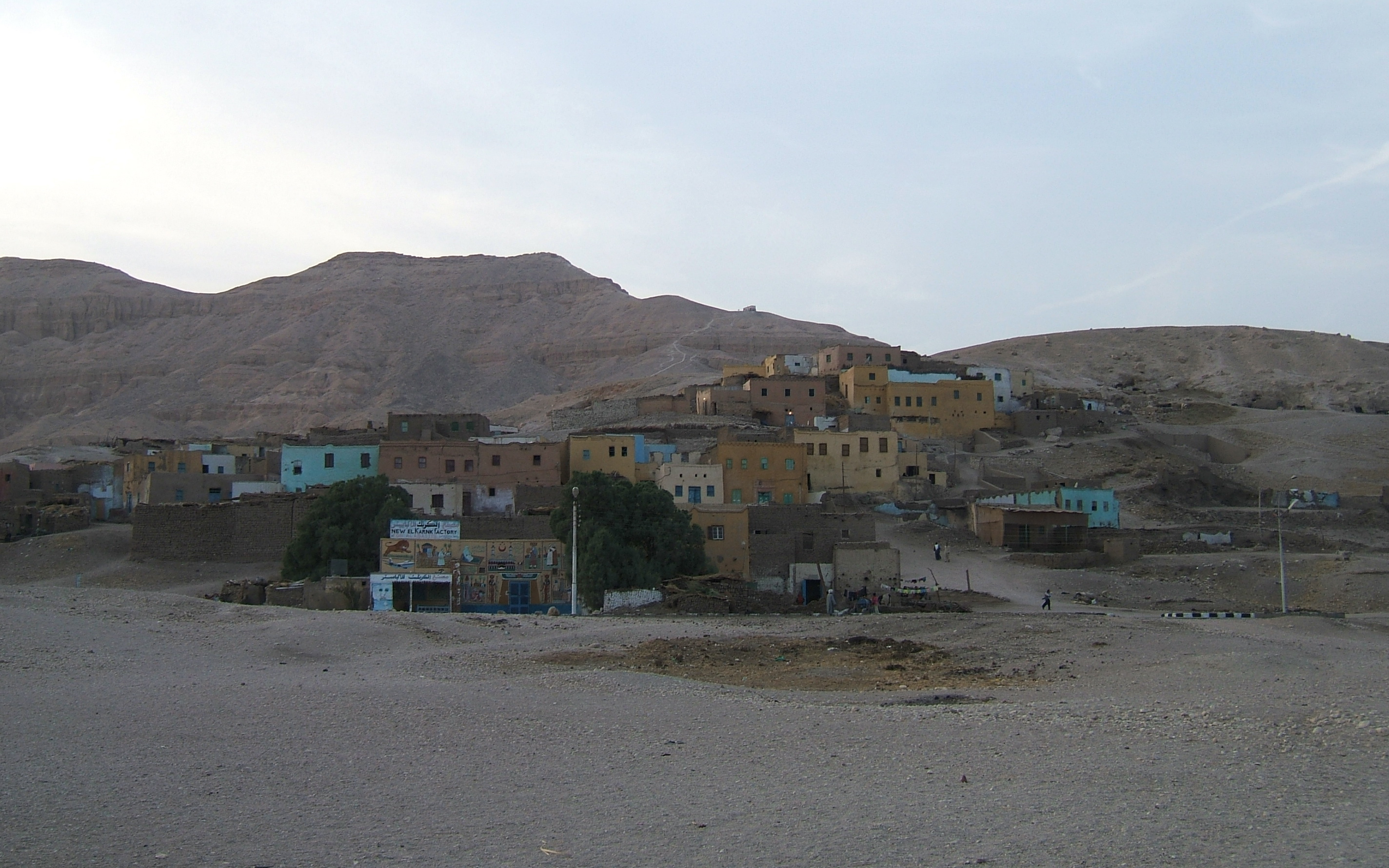
Современное поселение Курнет-Мурай.

Некрополь использовался фиванскими чиновниками Нового Царства. Первые захоронения напоминали могилы времён XI династии. С того периода осталось несколько гробниц «сафф», скрытых за современными домами. Появление современной деревни привело к разрушению и исчезновению многих гробниц. Иные захоронения датируются периодом XVIII династии и периодом Рамессидов.

## Гробницы
Среди интересных гробниц можно отметить усыпальницу «царского сына Куша» Хеви (ТТ40) с росписями, рассказывающими о его жизни в отдалённой провинции Египта.
- ТТ40 — Аменхотеп-Хеви, «царский сын Куша» в правление Тутанхамона
- ТТ221 — Гормин, писец солдат во дворце царя на Западе Фиф. Правление Рамзеса III
- ТТ222 — Хекамаатранакт, известный также, как Туро, Верховный Жрец Монту, XX династия
- ТТ223 — Карахамон, первый ка-жрец, поздний период
- ТТ235 — Усерхет, Верховный жрец Монту, XX династия
- ТТ270 — Аменемвия, «чистый» жрец, херихеб Птаха-Сокара, XIX династия.
- ТТ271 — Наи, Царский писец
- ТТ272 — Хаемопет, Божественный Отец Амона на западе, херихеб храма Сокара, период Рамессидов.
- ТТ273 — Саемиотф, писец собственности своего господина, период Рамессидов.
- ТТ274 — Аменвахсу, Верховный жрец Монту Тода и Фив, сем-жрец в Рамессеуме, во времена Рамзеса II — Мернептаха.
- ТТ275 — Себекмос, Глава «чистых» жрецов, Божественный Отец в храмах фараона Аменхотепа III и Сокара, период Рамессидов.
- ТТ276 — Аменемопет, Надзиратель за сокровищницей, Судья, надзиратель за кабинетом, правление Тутмоса IV
- ТТ277 — Аменемопет, Божественный отец храма фараона Аменхотепа III, XIX династия
- ТТ278 — Аменемхеб, Пастух Амона-Ра, период Рамессидов
- ТТ380 — Анкхефен-Ре-Хоракт, Глава Фив, период Птолемеев.
- ТТ381 — Аменемопет, Посланник Царя в каждой земле, период Рамзеса II
- ТТ382 — Усермонту, Первый Пророк Монту, период Рамзеса II
- ТТ383 — Меримос, «царский сын Куша», период Аменхотепа III